# Dominik Figurny
Dominik Figurny (ur. 29 lipca 1909 w Suchej Górnej, zm. 13 października 2000 w Karwinie) – artysta malarz, absolwent krakowskiej ASP związany ze Śląskiem Cieszyńskim, a głównie z Zaolziem.

## Życiorys
Ojciec Dominika, Walenty, pracował na kopalni „Barbara“ w Karwinie jako cieśla. Przybył do Karwiny za pracą ze wschodniej Galicji. Matka Joanna, z domu Buława, pochodziła ze Stonawy. Dominik po ukończeniu szkoły podstawowej w Górnej Suchej uczęszczał do polskiego Gimnazjum w Orłowej. Już w czasie studiów ujawnił zainteresowania plastyczne ,rozbudzone następnie przez nauczycieli rysunków Gustawa Fierlę i Karola Piegzę. Za ich cichym przyzwoleniem malował udane kopie obrazów Matejki i Kossaka zarabiając tak po części na dalsze studia. Maturę uzyskał w roku 1931. W roku 1934 zaczął studiować w krakowskiej ASP u Kazimierza Sichulskiego, Władysława Jarockiego i Józefa Mehoffera. Figurny wyróżniał się przede wszystkim pracowitością, rysując i malując po 12 godzin dziennie. Akademię ukończył w 1939. Wojna niestety pokrzyżowała plany Dominika na dalsze kształcenie się w Paryżu. W czasie wojny był robotnikiem kolejowym w Zebrzydowicach. Po wojnie rozpoczął pracę nauczyciela w szkole podstawowej we Frysztacie. Ponad 10 lat uczył rysunków, geometrii wykreślnej a czasami biologii. Ze względów zdrowotnych w roku 1959 przeszedł na emeryturę.
Już przed wojną Figurny stał się współzałożycielem i członkiem Śląskiego Związku Literacko-Artystycznego w Czeskim Cieszynie (SZLA). W roku 1947 przyjęto go do Związku Polskich Plastyków w oddziale katowickim. Z członkostwa tego korzystał mało i po kilku latach przestał całkowicie kontaktować się z katowickim środowiskiem plastycznym. Od wznowienia działalności dawnego SZLA w postaci Sekcji Literacko- Artystycznej (SLA) przy PZKO w Czeskim Cieszynie działał w tej sekcji, uczestnicząc w wystawach, konkursach, seminariach. Od roku 1936 prezentował swoje prace na wielu wystawach:
- Samodzielne wystawy były w roku 1936 w Krakowie i w roku 1970 w Czeskim Cieszynie
- Wystawy w ramach SLA – Czeski Cieszyn (1937, 1948, 1962, 1965, 1967, 1977, 1982
- Karwina (1950, 1959)
- Hawierzów (1982)
- Wystawy karwińskich artystów – Karwina (1961, 1966, 1980, 1981 )
- Wystawy w Polsce – Golub-Dobrzyń (1972), Cieszyn (1972), Warszawa i Kraków (1979 – wystawa prac twórców SLA), Opole (1980)
- Wystawa w Pradze (1978) – prezentacja twórczości polskich artystów z Zaolzia

Dominik Figurny był malarzem krajobrazu. Jego obrazy malowane są pastelowymi barwami – pogodne w nastroju pejzaże, najczęściej z okolic Karwiny i Beskidów. Jest podziwiany za szacunek do koloru i malarską subtelność. Obrazy nie narzucają się widzowi, ale pociągają swoją łagodnością i spokojem, są odbiciem charakteru i duszy artysty. Uzyskał z konkursów kilkakrotnie nagrody i wyróżnienia. Wziął aktywny udział w odnowie zabytków kultury miasta Krakowa, za co otrzymał od Komitetu Odnowy Zabytków Krakowa podziękowanie na piśmie.